# Син коматозника (Доктор Хаус)
«Син коматозника» (англ. Son of Coma Guy)  — сьома серія третього сезону американського телесеріалу «Доктор Хаус». Прем'єра епізоду проходила на каналі FOX 14 листопада 2006. Доктор Хаус і його команда мають вивести коматозника з довголітньої коми, щоб той допоміг врятувати свого сина.

## Сюжет
Під час відвідування батька, що вже десять років лежить в комі, у Кайл трапляється напад. При огляді пацієнта Чейз і Кемерон помічають, що рюкзак хлопця повний пляшок з вином, то роблять висновок, що Каул алкоголік. Хаус вважає, що у хлопця і у батька, що довго лежить в комі, може бути одна спадкова хвороба. Він наказує перевірити будинок і ДНК за допомогою адреаноміелонейро терапією. В будинку Чейз не знаходить токсинів, а тест з ДНК виявляється негативним. Невдовзі у пацієнта починає відмовляти печінка, також він починає блювати кров'ю. Команда не знає, що з Кайлом, тому Хаус вирішує розбудити Гейба (батька хлопця) неперевіреним способом. Кадді і вся команда думає, що Хаус не зможе вивести чоловіка з коми одним лише препаратом, але Хаусу це вдається.
Гейб розповідає, що останнім спогадом була, як він йшов у палаючий будинок і намагався витягнути звідти дружину, але знепритомнів і не встиг її врятувати. Також він сказав, що ні з його боку, ні з боку дружини у родичів не було нападів. Ще що здивувало Хауса це те, що коли Кадді сказала Гейбу, що його син у тяжкому стані, той лише попросив стейка, бо був голодним. Тим часом Тріттер влаштовує Кемерон допит, згодом на допит приходять Чейз, а потім і Форман. Гейб всіляко відмовляється допомагати сину. Препарат, який ввів Хаус буде тривати лише один-два дні, тому Гейб хоче поїхати до Атлантик-Сіті, щоб поїсти сандвічі. Хаус і Вілсон вирішують поїхати з ним. Хаус має якось дізнатись історії хвороб Кайлових родичів, то закладає угоду: на одне поставлене ним питання, він має відповісти на питання Гейба. Згодом Хаус дізнається, що Гейб керував фабрикою, яка виготовляла яхти. Кайл багато разів дивився як їх фарбують. Ця інформація змусила Хауса подумати про отруєння ртуттю.
Лікування не допомагає Кайлу, а Форман і Кемерон з'ясовують, що проблема не в печінці, а в серці. Отже діагноз отруєння ртуттю не вірний. Хаус і Гейб продовжують гру в запитання. З розмови Хаус зрозумів, що родичі помирали через неуважності, яке спричинило розрив червоних волокон. Коли Хаус дзвонить Форману в лікарню, то дізнається, що серце хлопця майже відмовило, а шансу на пересадку немає через те, що він п'є. Гейб пропонує Хаусу, щоб його серце пересадили сину, але Кадді не дає згоду. Тому Гейб питає у Хауса як померти, щоб не пошкодити серце. Найкращий варіант повіситись. Гейб жертвує собою заради сина і невдовзі після пересадки Кайл приходить до тями. Команда розповідає Хаусу, що Тріттер допитував їх, а Тріттер вже встиг заморозити рахунки Віслона.